# トマス・シン (初代バース侯爵)
初代バース侯爵トマス・シン（英: Thomas Thynne, 1st Marquess of Bath, KG, PC、1734年9月13日 - 1796年11月19日）は、イギリスの政治家、貴族。大ピットからノース卿までの内閣において国務大臣を務めた。

## 歴史
1734年9月13日に第2代ウェイマス子爵トマス・シンとその妻ルイーザ・シン(第2代グランヴィル伯爵ジョン・カートレットの娘）の間の長男として生まれる。
1751年1月12日に父の死により第3代ウェイマス子爵位を継承した。ケンブリッジ大学セント・ジョンズ・カレッジへ進学し、1753年にマスター・オブ・アーツの学位を取得。
1760年から1763年まで寝室侍従卿、1763年から1765年まで主馬頭を務めた。1765年4月から7月にかけてアイルランド総督に就任しているが、アイルランドへ赴くことはなかった。1765年5月29日に枢密顧問官に列する。
1768年1月から10月にかけて初代チャタム伯爵ウィリアム・ピット（大ピット）を首相とする内閣で北部担当国務大臣に就任し、ジョン・ウィルクス事件の処理とそれに伴うミドルセックス選挙区の選挙を迅速に実施した。この際に彼はウィルクスから誹謗を受けたが、それによってウィルクスは庶民院から除籍されている。
1768年10月に成立した第3代グラフトン公爵オーガスタス・フィッツロイの内閣と続く1770年1月に成立したノース卿フレデリック・ノースの内閣においては南部担当国務大臣に就任したが、スペインとの間にフォークランド諸島危機が起こる中の1770年12月に辞職した。
1775年12月に再度ノース卿内閣の南部担当国務大臣に任命された。1779年中には数カ月だけ北部担当国務大臣も兼務したが、同年秋に両職とも辞した。
1775年3月から11月にかけてと1782年から1796年にかけてグローム・オブ・ザ・ストールの地位にあった。
1789年8月18日にグレートブリテン貴族爵位バース侯爵に叙せられた。
1796年11月19日にロンドンのセントジョージ・ハノーバー広場のアーリントン通り（Arlington Street）で死去した。爵位は長男トマス・シンが継承した。また初代バース侯の弟ヘンリー・カートレットは、初代バース侯のヤンガーサン(次男以下)を特別継承者(special remainder)とする規定を付けられたカートレット男爵位を与えられており、1826年にヘンリー・カートレットが死去すると初代バース侯の次男ジョージ・シンが2代カートレット男爵、ついで三男ジョン・シンが3代カートレット男爵位を継承している（いずれにも男子が無かったのでジョン・シンの死去とともに廃絶した）。

## 栄典

### 爵位/準男爵位
1751年1月12日に父トマス・シンが死去したことにより以下の爵位・準男爵位を継承した。
- 第3代ウェイマス子爵 (3rd Viscount Weymouth)
(1682年12月11日の勅許状によるイングランド貴族爵位)
- ウォルトシャー州におけるウォーミンスターの第3代シン男爵 (3rd Baron Thynne, of Warminster in the County of Wiltshire)
(1682年12月11日の勅許状によるイングランド貴族爵位)
- ケース城の第4代準男爵 (4th Baronet "of Caus Castle")
(1641年6月15日の勅許状によるイングランド準男爵位)

1789年8月18日に以下の爵位を新規に叙された。
- 初代バース侯爵 (1st Marquess of Bath)
(勅許状によるグレートブリテン貴族爵位)

### 勲章
- 1778年6月3日、ガーター勲章(騎士団)ナイト(KG)[2][3]

## 家族
1759年3月22日に第2代ポートランド公爵ウィリアム・ベンティンクの娘エリザベス・キャヴェンディッシュ＝ベンティンク(Elizabeth Cavendish-Bentinck,1735-1825)と結婚。彼女との間に以下の子供らを儲けた。
- 長男トマス・シン (Thomas Thynne,1765-1837) - 第2代バース侯爵位を継承
- 次男ジョージ・シン (George Thynne,1770-1838) - 第2代カートレット男爵位を継承
- 三男ジョン・シン (John Thynne,1772-1849) - 第3代カートレット男爵位を継承
- 娘ルイーザ・シン (Louisa Thynne,1760-1832) - 第4代アイルズフォード伯爵（英語版）ヘニッジ・フィンチと結婚
- 娘ヘンリエッタ・シン (Henrietta Thynne,1762-1813) - 第5代チェスターフィールド伯爵フィリップ・スタンホープ（英語版）と結婚
- 娘ソフィア・シン (Sophia Thynne,1763-1791) - 第3代アシュバーナム伯爵（英語版）ジョージ・アシュバーナムと結婚
- 娘イザベラ・シン(Isabella Thynne, 生没年不詳) - グロスター公爵夫人の寝室女官
- 娘メアリー・シン(Mary Thynne, 生没年不詳) - 庶民院議員オズボーン・マーカムと結婚